# Шато-Тьерри (округ)
Шато-Тьерри (фр. Château-Thierry) — округ (фр. Arrondissement) во Франции, один из округов в регионе О-де-Франс. Департамент округа — Эна. Супрефектура — Шато-Тьерри.
Население округа на 2018 год составляло 70 306 человек. Плотность населения составляет 62 чел./км². Площадь округа составляет 1 126 км².

## Состав
Кантоны округа Шато-Тьерри (после 22 марта 2015 года):
- Виллер-Котре (частично)
- Фер-ан-Тарденуа (частично)
- Шато-Тьерри
- Эссом-сюр-Марн

Кантоны округа Шато-Тьерри (до 22 марта 2015 года):
- Конде-ан-Бри
- Нёйи-Сен-Фрон
- Фер-ан-Тарденуа
- Шарли-сюр-Марн
- Шато-Тьерри